# Griphissus xenocles
Griphissus xenocles är en insektsart som beskrevs av Ronald Gordon Fennah 1967. Griphissus xenocles ingår i släktet Griphissus och familjen Caliscelidae. Inga underarter finns listade i Catalogue of Life.